# Jasyr

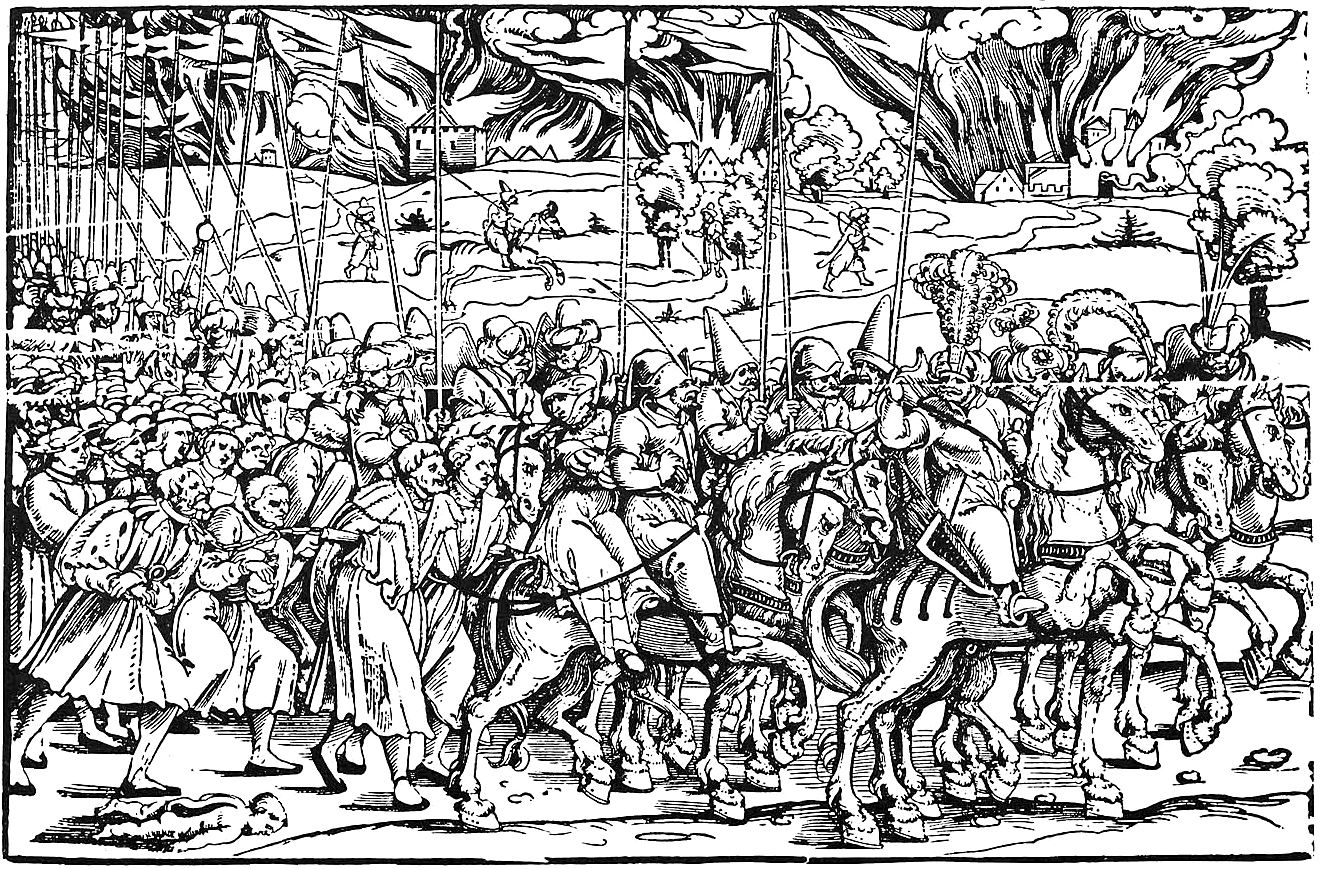
Erhard Schön: Turcy z jeńcami

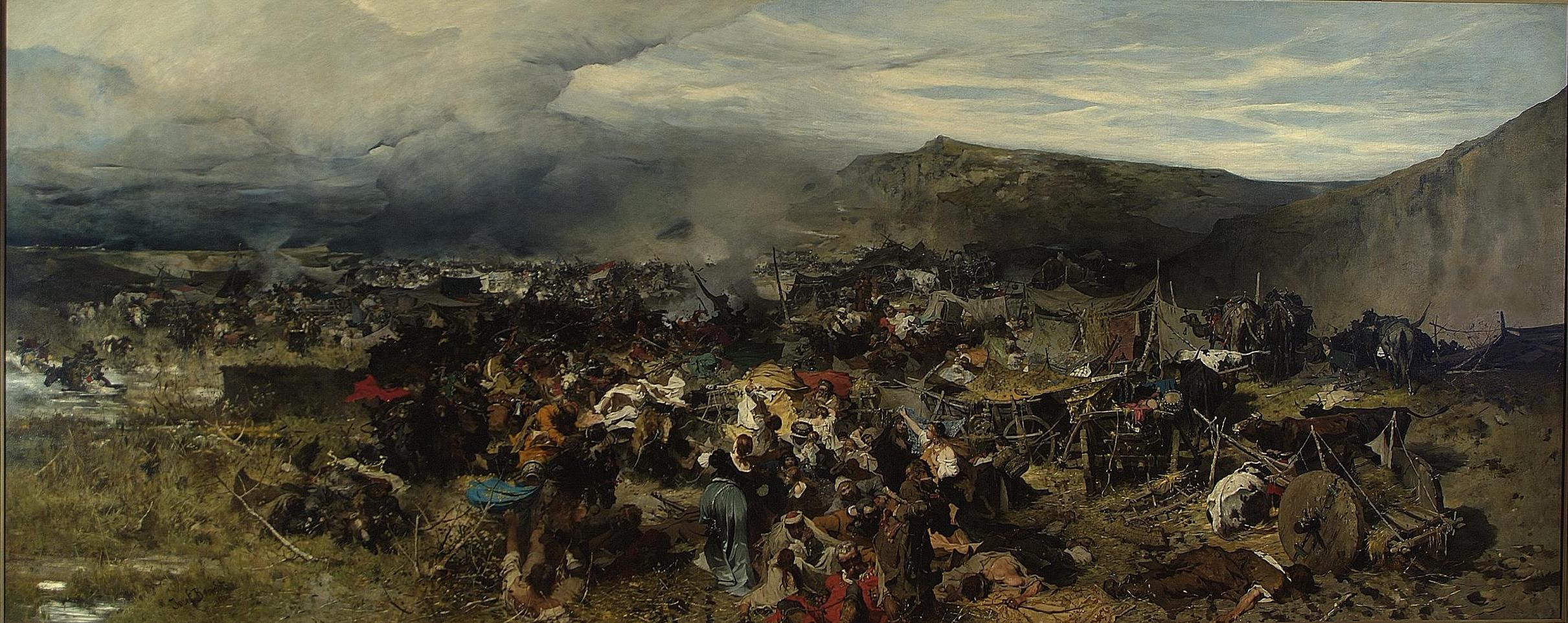
Józef Brandt: Odbicie jasyru (1878). Obraz przedstawia autentyczne wydarzenie z 20 czerwca 1624 podczas bitwy pod Martynowem na Ukrainie

Jasyr, jassyr – termin polski, ukraiński i ruski oznaczający niewolę turecką lub tatarską. Określenie to pochodzić ma z języka tureckiego (esir – jeniec) lub arabskiego (asir – związany, pojmany).
Tatarzy w czambule dokonywali częstych zagonów na Ukrainę, Podole i Wołyń, uprowadzając w łykach pojmaną szlachtę i chłopów. Porwany przez Tatarów albo Turków Polak lub Rusin kosztował na targu niewolników w Stambule około 40 czerwonych złotych. Więźniów wykupywano z jasyru; bogatszych – wykupywały same rodziny, pozostali wykupywani byli za zbierane na ten cel pieniądze. Wykupywaniem jeńców zajmował się też Kościół (między innymi zakony trynitarzy, joannitów).
Do tych, którzy dostali się do niewoli tatarskiej, nie stosowało się prawo polskie o przedawnieniu majątkowym. Najechanym przez Tatarów okolicom udzielano też kilkudziesięcioletniego zwolnienia od dziesięcin kościelnych.